# Thomas Brodie-Sangster
Thomas Brodie-Sangster (Londra, 16 maggio 1990) è un attore britannico.
È principalmente noto per i suoi ruoli nei film Love Actually - L'amore davvero, Nanny McPhee - Tata Matilda, L'ultima legione, Nowhere Boy, Maze Runner - Il labirinto, Maze Runner - La fuga, Maze Runner - La rivelazione, oltre che nella serie televisiva Il Trono di Spade e La regina degli scacchi.

## Biografia
Vive a South London con i genitori, Anastasia Bertram e Mark Ernest Sangster (entrambi attori), e la sorella più piccola Ava. La bisnonna di Sangster, Barbara Bertram, e la nonna di Hugh Grant erano sorelle. Il suo bisnonno, Anthony Bertram, era uno scrittore.
Thomas è diventato famoso grazie al film Love Actually - L'amore davvero (2003), dove ha recitato a fianco di Liam Neeson. Nello stesso anno è andata in onda sulla CBS la miniserie Il giovane Hitler, dove interpretava Hitler all'età di 10 anni. È apparso poi in Tristano e Isotta (2006) nel ruolo del giovane protagonista, in Nanny McPhee - Tata Matilda (2005) ed ha interpretato il giovane imperatore Romolo Augusto ne L'ultima legione (2007). Sempre nel 2007 è apparso negli episodi Natura umana (prima e seconda parte) della serie Doctor Who.
Nel 2008 ha concluso le riprese della miniserie italiana Pinocchio, dove interpreta la parte di Lucignolo. Nel 2009 ha interpretato il ruolo di Paul McCartney nel film Nowhere Boy, affiancando il protagonista Aaron Johnson in quello di John Lennon. Inizialmente doveva interpretare Tintin nel film omonimo diretto da Steven Spielberg, ma nell'ottobre 2008 ha lasciato il ruolo per i molti ritardi nell'avvio del progetto. Dà voce al personaggio Ferb nella versione in lingua inglese della serie d'animazione di Disney Channel Phineas e Ferb. Dalla terza stagione, fa parte del cast de Il Trono di Spade, serie televisiva statunitense prodotta e trasmessa da HBO a partire dal 17 aprile 2011, nella quale Thomas interpreta fino alla quarta il personaggio di Jojen Reed.
Fa ufficialmente parte del cast del regista Wes Ball nel ruolo di Newt per il film di successo Maze Runner - Il labirinto, uscito in Italia l'8 ottobre 2014 e dei seguenti sequels: Maze Runner - La fuga, uscito nel 2015, e Maze Runner - La rivelazione, uscito a febbraio 2018. Nel 2017 torna nel sequel cortometraggio di Love Actually - L'amore davvero, intitolato Red Nose Day Actually, inoltre è uno dei protagonisti della serie tv Netflix:  Godless distribuita da novembre 2017. Nel 2020 recita nella miniserie targata Netflix La regina degli scacchi, nelle vesti di Benny Watts, accanto alla protagonista Anya Taylor-Joy.

## Vita privata
Sa suonare la batteria, grazie agli insegnamenti di suo padre per avere il ruolo nel film Love Actually - L'amore davvero, e la chitarra, anche con la mano sinistra, per interpretare il ruolo di Paul McCartney nel film Nowhere Boy. L'attore ha una relazione dal 2021 con l’attrice britannica Talulah Riley, conosciuta sul set di Pistol. La coppia ha annunciato il fidanzamento nel 2023 e i due si sono sposati il 22 giugno 2024.

## Filmografia

### Attore

#### Cinema
- Love Actually - L'amore davvero (Love Actually), regia di Richard Curtis (2003)
- Nanny McPhee - Tata Matilda (Nanny McPhee), regia di Kirk Jones (2005)
- Tristano & Isotta (Tristan & Isolde), regia di Kevin Reynolds (2006)
- L'ultima legione (The Last Legion), regia di Doug Lefler (2007)
- Bright Star, regia di Jane Campion (2009)
- Nowhere Boy, regia di Sam Taylor-Wood (2009)
- Hideaways, regia di Agnès Merlet (2011)
- Albatross, regia di Niall MacCormick (2011)
- Death of a Superhero, regia di Ian Fitzgibbon (2011)
- The Baytown Outlaws - I fuorilegge (The Baytown Outlaws), regia di Barry Battles (2012)
- Maze Runner - Il labirinto (The Maze Runner), regia di Wes Ball (2014)
- Phantom Halo, regia di Antonia Bogdanovich (2014)
- Maze Runner - La fuga (Maze Runner: The Scorch Trials), regia di Wes Ball (2015)
- Star Wars - Il risveglio della Forza (Star Wars: The Force Awakens), regia di J. J. Abrams (2015)
- Red Nose Day Actually, regia di Richard Curtis, Mat Whitecross (2017) - cortometraggio
- Maze Runner - La rivelazione (Maze Runner: The Death Cure), regia di Wes Ball (2018)

#### Televisione
- Station Jim, regia di John Roberts – film TV (2001)
- Il miracolo delle cartoline (The Miracle of the Cards), regia di Mark Griffiths – film TV (2001)
- Stig of the Dump – serie TV, 6 episodi (2002)
- Bobbie's Girl, regia di Jeremy Kagan – film TV (2002)
- London's Burning – serie TV, 1 episodio (2002)
- Il giovane Hitler (Hitler: The Rise of Evil) – miniserie TV (2003)
- Il segreto di Thomas (Entrusted), regia di Giacomo Battiato – film TV (2003)
- Ultimate Force – serie TV, 1 episodio (2003)
- Feather Boy – serie TV, 6 episodi (2004)
- Julian Fellowes Investigates: A Most Mysterious Murder - The Case of the Croydon Poisonings, regia di Delyth Thomas – film TV (2005)
- Molly: An American Girl on the Home Front, regia di Joyce Chopra – film TV (2006)
- Doctor Who – serie TV, 2 episodi (2007)
- Pinocchio – miniserie TV, 2 puntate (2009)
- Some Dogs Bite, regia di Marc Munden – film TV (2010)
- Lewis – serie TV, 1 episodio (2011)
- In Love with Dickens, regia di Joe Stephenson – film TV (2012)
- Accused – serie TV, 2 episodi (2012)
- Il Trono di Spade (Game of Thrones) – serie TV, 10 episodi (2013-2014)
- Wolf Hall, regia di Peter Kosminsky – miniserie TV, 6 episodi (2015)
- Godless – serie TV, 7 episodi (2017)
- La regina degli scacchi (The Queen's Gambit), regia di Scott Frank – miniserie TV, 7 puntate (2020)
- Pistol, regia di Danny Boyle – miniserie TV, 6 episodi (2022)
- The Artful Dodger, regia di Jeffrey Walker, Corrie Chen e Gracie Otto – miniserie TV (2023)

### Doppiatore
- Phineas e Ferb (Phineas and Ferb) - serie TV, 149 episodi (2007-2015)
- Take Two with Phineas and Ferb - serie TV, 20 episodi (2010-2011)
- Phineas e Ferb: Il film - Nella seconda dimensione (Phineas and Ferb the Movie: Across the 2nd Dimension), regia di Robert Hughes e Dan Povenmire - film TV (2011)
- American Dad! - serie TV, 1 episodio (2014)
- Thunderbirds Are Go - serie TV, 35 episodi (2015-in corso)
- La legge di Milo Murphy - serie TV (2018)
- Il drago argentato - film tv (2020)

## Riconoscimenti
- Teen Choice Awards[3]
  - 2015 – Candidatura alla miglior intesa in un film con Dylan O'Brien per Maze Runner - Il labirinto
  - 2015 – Candidatura alla miglior stella emergente in un film per Maze Runner - Il labirinto
  - 2016 – Miglior intesa in un film con Dylan O'Brien per Maze Runner - La fuga

## Doppiatori italiani
Nelle versioni in italiano delle opere in cui ha recitato, Thomas Brodie-Sangster è stato doppiato da:
- Gabriele Patriarca in Love Actually - L'amore davvero, L'ultima legione, Nowhere Boy, Pinocchio, Il Trono di Spade, Maze Runner - Il labirinto, Maze Runner - La fuga, Maze Runner - La rivelazione
- Flavio Aquilone ne Il giovane Hitler, Bright Star
- Stella Bevilacqua ne Il miracolo delle cartoline
- Furio Pergolani in Nanny McPhee - Tata Matilda
- Gabriele Lopez in Godless
- Stefano Broccoletti in La regina degli scacchi

Da doppiatore è stato sostituito da:
- Fabio Valenzi in Phineas e Ferb (st. 1-2), Phineas e Ferb: Il film - Nella seconda dimensione
- Federico Campaiola in Phineas e Ferb (st. 3-4)
- Gabriele Patriarca in Il drago argentato